# Pierre Piobb
Pierre Piobb, pseudonyme de Pierre François Xavier Vincenti, aussi dit Pierre Vincenti-Piobb, est un érudit, journaliste et occultiste français, né à Paris le 12 avril 1874 et décédé le 12 mai 1942. 

## Biographie
Le comte Pierre Vincenti est connu sous le pseudonyme de Pierre Piobb ou P. V. Piobb, rappelant le lieu de naissance de son père, le comte Vincent Vincenti : la commune corse de Piobetta. Son père avait été médecin-major aux Zouaves pontificaux. Sa mère, issue d'une vieille famille parisienne, est morte des suites de sa naissance.
Il fait ses classes au collège Stanislas et, après des études universitaires, parcourt l'océan Arctique et la Méditerranée. Il s'installe ensuite à Ajaccio comme directeur du journal L'Écho de la Corse en 1893-1897 puis est correspondant de presse. Ruiné, il rentre à Paris. Proche de F.-Ch. Barlet, il consacre alors sa vie à l'occultisme mais aussi au journalisme parlementaire. 
Il traduit une partie des œuvres de Robert Fludd et rédige son Formulaire de Haute Magie en 1907. Il s'intéresse fortement aux manuscrits présents dans les bibliothèques de l'Arsenal, la Bibliothèque Nationale, ou le British Museum, et organise des conférences et cours au sein de la "Société des sciences anciennes", association reconnue d'utilité publique qu'il créé en 1907 et qui existera jusqu'en 1914. 
À partir de 1914, il est au ministère des Affaires étrangères chargé d'actions de propagande et ce jusqu'en 1919. Il est ensuite chef du bureau de presse à Paris du résident général de France au Maroc. Dans cette fonction, il distribuerait les fonds secrets destinés à la presse que lui envoie le maréchal Lyautey.
Il s'oppose au fascisme mussolinien et surtout aux visées de l'irrédentisme italien sur la Corse. Il s'efforce d'être un lien entre les Corses de droite et de gauche, réunissant auprès de lui  pour de discrètes rencontres des personnalités insulaires aussi ostensiblement antagonistes que Jean Chiappe ou César Campinchi.
Il appartenait à un groupe d'occultistes du genre « scientifique », qui comprenait Ernest Britt (le second mari de Mme Dina), Oswald Wirth, Francis Warrain et le Dr Rouhier, directeur commercial des  Éditions Véga, tous hostiles à René Guénon. Après ses recherches sur Nostradamus, il donne un cycle de conférences en 1924 et 1927 sur le sujet et donne des cours à un groupe d'élèves. Il aurait influencé les surréalistes, comme André Breton, par l'intermédiaire d'un de ses élèves, Pierre Mabille.
Il meurt le 12 mai 1942 et est inhumé au cimetière du Père-Lachaise (49e division).
Ses livres sont traduits en plusieurs langues.

## Thèses
Selon Piobb, Nostradamus n'aurait pas écrit un mot des prophéties qui lui sont attribuées : il s'agirait d'un écrit templier, datant d'après la dissolution officielle de l'Ordre du Temple et relatif moins à des prophéties qu'à des directives données par-delà le temps à des individus devant réaliser dans l'avenir les événements prévus – un "manuel d'exécution", en quelque sorte.

## Décorations
- Chevalier de la Légion d’honneur ( France), en 1927, au titre des Affaires étrangères.

## Source
Nous connaissons une partie de sa vie grâce à F. Cadet de Gassicourt, qui réalisa sa biographie au décès de l'auteur.

## Œuvres principales
- « En Islande », Le Tour du monde, 1904, p. 613-636
- Formulaire de Haute Magie, 1907 (suivi de plusieurs éditions augmentées), 2015, Alliance Magique Editions[6]
- L'année occultiste, 1908
- L'année occultiste, 1909
- Vénus, 1908, réédité en 2015, Alliance Magique Editions[7]
- L'évolution de l'occultisme et la science d'aujourd'hui, 1912, réédition en 2017, chez Alliance Magique Editions[8]
- La Corse aujourd'hui, 1909, réédition en 1991.
- Le Secret de Nostradamus, 1927
- Le sort de l'Europe, 1939
- Clef universelle des sciences secrètes, 1950, réédition en 1976, puis en 2013 Alliance Magique Editions[9]

- Traduction de Robert Fludd:
  - Étude du macrocosme, tome 1 : Traité d'astrologie générale (De astrologia), trad. Pierre Piobb (1907), L'Harmattan, 1993[10]
  - Étude du macrocosme, Traité de géomancie (De geomancia), trad. et notes Pierre Piobb (1947), Éditions d'aujourd'hui, 1979, l'Harmattan 1993[11], et Clef d'Or (2016)[12]

## Iconographie
Dans les réserves du musée Fesch d'Ajaccio, il existe trois portraits :
- Portrait de Pierre Vincenti, fils du docteur Vincenti, HST 82x66. Il s'agit de Piobb à l'age d'environ 5-6ans[13]
- Portrait du Dr Vincent Vincenti, le père de Pierre Piobb[14]
- Portrait de Madame Amélie Vincenti, la mère de Piobb[15]